# Morović
Morović (srp. Моровић) naselje je u Srijemu, u Vojvodini, udaljeno 15 km od Šida.
Morović je izgrađen na obalama rijeka Bosuta i Studve, koje premošćuje s četiri mosta. U centru sela, Studva se ulijeva u Bosut, a na samom ušću je uzvišenje gdje se nalaze ostaci pravog grada, utvrđenja, koje je tu podignuto još u vrijeme Rimljana. 

## Upravna podjela
Pripada općini Šid.

## Povijest
Do ukidanja Vojne krajine 1881. godine, Morović je bio sjedište Prve kapetanije. To je ukinuto dekretom s ukidanjem vojne granice, a izgled sela se počeo mijenjati. Sela postaju ušorena, a kuće poprimaju izgled terezijanskog stila gradnje. Zbog blizine granice s Hrvatskom, selo je bilo s mješovitim hrvatskim i srpskim stanovništvom. 
Prije početka Domovinskog rata, u Moroviću je živjelo 28,41 % Hrvata.   Arhivirana inačica izvorne stranice od 22. veljače 2008. (Wayback Machine)
Za vrijeme Domovinskog rata Hrvati su ubijeni ili protjerani,[nedostaje izvor] tako da je to sada selo s većinskim srpskim stanovništvom koje danas ima oko 2500 stanovnika.
Za tadašnje akcije etničkog čišćenja Srijema od Hrvata, bile su intenzivna zlostavljanja i svećenstva koje je obilazilo pastvu. Tako je život morao spašavati i morovićki župnik Petar Petrović (akcije istjerivnja, zlostavljanja i progona katoličkih svećenika su bile od 26. do 30. listopada 1992.).[nedostaje izvor]

## Svetište Marije Pomoćnice kršćana i duša u Čistilištu
Morović je u srednjem vijeku bio veliko marijansko svetište i arhiđakonat za 43 srijemske župe u kojega su hodočastili vjernici iz čitavoga Srijema, Bačke i Bosne. Trenutno u mjestu Hrvati katolici čine 15% stanovništva, pa će se kroz novonastalo svetište nastojati ući u ekumensko molitveni dijalog s braćom i sestrama pravoslavne vjeroispovijedi, koji ovu crkvu posebno cijene i poštuju te gaje veliko poštovanje prema svojim pokojnima. 
Sada se obnavlja crkvu Uznesenja Blažene Djevice Marije koja je značajna kao spomenik kulture iz 12. st. Na inicijativu vlč. Nikice Bošnjakovića, župnika u Šidu i upravitelja ove crkve, želi postati Svetištem Marije Pomoćnice kršćana i duša u Čistilištu, te se je 2. rujna 2010. održalo prvo misno slavlje i molitva na nakanu pokojnih. Promatrajući oltarnu sliku - duborez u srijemskom hrastu, rad nepoznatog tirolskog majstora na kojemu se duše u čistilištu hvataju za skute Marijine i mole zagovor, vlč. Bošnjaković dobio je poticaj u Moroviću okupiti kršćane i potaknuti ih na molitvu za pokojne.

## Župa Morović
Župa Morović je administrativna jedinica katoličke crkve koja obuhvaća naselje Morović. Morović se kao župa spominje još davne 1239. godine, kada je Morović sjedište arhiđakonata. 1414. godine, župnik crkve Marijina uznesenja u Moroviću, na zamolbu kneza Ivana Morovića, dobiva naslov i vlast prepošta, a podređeni su mu bili župnici okolnih sela. Tako je bilo do konca 15. stoljeća, kada Morovićki arhiđakonat potpada pod Pečušku biskupiju. Morovićem ovladavaju Osmanlije od 1526. do 1688. godine, ali se hrvatsko katoličko stanovništo ipak uspjelo dobrim dijelom održati.
U kanonskoj vizitaciji 1729. godine zapisano je da postoji i crkva Velike Gospe na groblju, koju je sagradio ugarski kralj Stjepan, a koja su kasnije razorili Mongoli. Poslije je obnovljena, i k njoj hodočaste mnogi vjernici, pogotovo za vrijeme blagdana Velike Gospe.
Prvi upravitelji morovičke župe bili su franjevci iz Iloka. Prvi župnik koji nije bio redovnik imenovan je 1761. godine, a zvao se Petar Starešinić. Dvadeset godina kasnije, godine 1781. morovička je župa odijeljena od Pečuške i pripojena Đakovačkoj biskupiji, a danas ponovno uspostavljenoj Srijemskoj biskupiji.

## Stanovništvo
Prema popisu stanovništva 1910. godine Morović je imao 2.318 stanovnika od toga kao materinji jezik hrvatski je govorilo 966 stanovnika, 954 srpski, 267 njemački, 57 mađarski, 34 rusinski, 17 slovački i 14 ostali, rimokatolika je bilo 1.220 a pravoslavaca 956.
Prije početka srpske agresije na Hrvatsku, u Moroviću je živjelo 28,41% Hrvata.